# Ichthyococcus ovatus
Ichthyococcus ovatus és una espècie de peix pertanyent a la família Phosichthyidae.

## Descripció
- Pot arribar a fer 5,5 cm de llargària màxima.
- Cos curt i de color marró-groc amb els flancs platejats.
- Boca petita.
- Dents microscòpiques.
- Ulls tubulars.
- Les bases de les aletes i les vores de les escates són negres.
- 11-12 radis tous a l'aleta dorsal i 15-17 a l'anal.
- Aletes dorsal i ventral adiposes.
- Fotòfors completament desenvolupats en assolir els 15-17 mm de llargada.[3][4][5][6][7]

## Reproducció
Té lloc, probablement, durant tot l'any i assoleix un màxim des de finals de la primavera fins a principis de l'estiu.

## Depredadors
És depredat pel bèrix esplèndid (Beryx splendens) (a les illes Açores) i la tonyina d'ulls grossos (Thunnus obesus).

## Hàbitat
És un peix marí i batipelàgic que viu entre 0-2.500 m de fondària (normalment, entre 200 i 500) i entre les latituds 46°N-20°S i 180°W- 180°E. No fa migracions verticals diàries.

## Distribució geogràfica
Es troba al Pacífic sud-occidental (Austràlia i Nova Zelanda), el Pacífic sud-oriental (Xile), l'Atlàntic oriental (des de Portugal -incloent-hi les illes Açores- fins a les illes Canàries i Namíbia), la mar Mediterrània, l'Atlàntic occidental (entre les latituds 20°N i 45°N, incloent-hi el golf de Mèxic) i el mar de la Xina Meridional.

## Observacions
És inofensiu per als humans.